# Tatjana Makarowa (pisarka)
Tatjana Konstantinowna Makarowa (ros. Татьяна Константиновна Макарова; ur. 27 września 1940 w Moskwie, zm. 14 marca 1974) – radziecka autorka wierszy i książek dla dzieci.
Córka poetki Margarity Aligier i kompozytora Konstantina Makarowa-Rakitina. Pisała wiersze od dzieciństwa. Na prośbę Kornieja Czukowskiego  przełożyła z angielskiego kilka opowiadań dla dzieci Dr. Seussa, m.in. Bajki o słoniu Hortonie. Tłumaczyła także autorów jugosłowiańskich: Tone Pavčeka i Duško Radovicia. Zmarła na ostrą formę białaczki.

## Wybrana twórczość

### Książki
- «Кот и Пёс»[3]
- «Тайный маленький дом»[4]
- Marzenie osiołka (Мечта Маленького ослика)
- «Маленький ослик мечтает кого-нибудь спасти»
- «Снег отправляется в город»
- Dzielny Marcin (Сказка о муравье по имени Муравей)

### Scenariusze filmowe
- 1972: Marzenie osiołka (Заветная мечта)
- 1974: Всё наоборот

## Literatura
- Makarowa Tatjana, Dzielny Marcin, przeł. z jęz. ros. Danuta Wawiłow, ilustrował Giennadij Pawliszyn, Książka i Wiedza, Warszawa 1985[5] (Макарова Татьяна. Сказка о муравье, по имени Муравей. Рисунки Г.Павлишина. М.: Малыш. 1973.)[6].
- Makarowa T., Marzenie osiołka: Bajka filmowa, Wszechzwiązkowe Biuro Propagandy Sztuki Filmowej, Związek Filmowców ZSRR.